# 369

## Narození
- Claudius Claudianus, římský básník († asi 404)

## Hlavy států
- Papež – Damasus I. (366–384)
- Římská říše – Valens (východ) (364–378), Valentinianus I. (západ) (364–375)
- Perská říše – Šápúr II. (309–379)